# Frank Nigel Hepper
Frank Nigel Hepper   (Leeds, 3 de març de 1929 - Kingston-upon-Thames, 16 de maig de 2013) FLS va ser un botànic anglès, conegut especialment com a editor de "Flora of West Tropical Africa (vol. II and III).
Hepper va començar a treballar als Kew Gardens el 1950.

## Publicacions
- Flora of West Tropical Africa. 3.  Crown Agents for Oversea Governments and Administrations, 1963, p. 544.
- Arabian and African frankincense trees.  Egypt exploration Soc., 1969, p. 4.
- Flora of west tropical Africa: all territories in West Africa south of latitude 18N̊, and to the west of Lake, Chad and Fernando Po. 3 part 2.  Governments of Nigeria, Ghana, Sierra Leone and the Gambia, 1972, p. 3. ISBN 0855920203.
- Commencement of flowering: phenological records at the Royal Botanic Gardens, Kew, Richmond 1953-1973, 1973.
- Hepper, F. Nigel. Plants of the Yemen, 1976, p. 40.
- Hepper, F. Nigel. Planting a Bible garden : a practical reference guide for the home gardener, schools, colleges, and churches in all climates of the world.  HMSO, juny 1987. ISBN 9780112500117.
- Hepper, F. Nigel. Plant Hunting for Kew.  Unipub, juny 1989. ISBN 978-0112500384.
- Hepper, F. Nigel. Pharaoh's flowers : the botanical treasures of Tutankhamun, 1990. ISBN 9780981773636.
- Hepper, F. Nigel; Molan, Chris; Burn, Jeffrey J. Lands of the Bible: From Plants and Creatures to Battles and Covenants (Bible World).  Thomas Nelson, octubre 1995. ISBN 978-0785279082.
- Hepper, F. Nigel. Life On A Lake District Smallholding.  lulu.com, 20 gener 2012. ISBN 9781471066252.